# Вестон на Меру
Вестон на Меру (енгл. Weston-super-Mare) је град у Уједињеном Краљевству у Енглеској. Према процени из 2007. у граду је живело 85.274 становника.

## Становништво
Према процени, у граду је 2008. живело 85.274 становника.
| 1981.  | 1991.  | 2001.  |
| ------ | ------ | ------ |
| 60,851 | 69,372 | 78,044 |